# Razend (film)
Razend is een Nederlandse tienerfilm, gebaseerd op het gelijknamige boek van Carry Slee. De première was op 12 oktober 2011. De hoofdrollen in deze door Dave Schram geregisseerde film worden gespeeld door Abbey Hoes en Ko Zandvliet. Het script werd geschreven door Dick van den Heuvel en Maria Peters. De film kreeg op 31 oktober 2011 de status goud.

## Verhaal
Sven komt vaak in conflict met zijn vader Wim, die hem dan mishandelt. De vader is vooral geïnteresseerd in het coachen van Svens broer Lennart bij de zwemsport. Lennart gedraagt zich soms ook kwaadaardig tegenover Sven en aan zijn moeder Anna heeft Sven ook weinig steun.
Sven maakt een film met Roosmarijn, maar dit wordt bemoeilijkt doordat zijn vader steeds de camera gebruikt. Svens vader heeft een filmpje gewist dat eerder door Sven van zijn free running vrienden gemaakt is. Sven wringt zich in bochten om de problemen met zijn vader verborgen te houden voor zijn vrienden en Roosmarijn, komt hij zijn afspraken niet na. Zijn vrienden en Roosmarijn raken hierdoor teleurgesteld in Sven.
Roosmarijn wordt seksueel belaagd door haar leraar Bob. Die raakt haar telkens aan op plekken waar Roosmarijn helemaal bang van wordt. Ze vertelt het aan haar vriendin Halima, die het met haar aan een vriendengroep van klasgenoten vertelt. Die denken dat Roosmarijn zich aanstelt en fantaseert, maar Sven gelooft haar wel.
Nadat Sven weer eens is mishandeld door zijn vader, gaat hij naar zijn oma. Toen zijn oma vroeg waar hij al die blauwe plekken vandaan had, zei Sven maar dat hij in elkaar geslagen was door een groepje jongens. Door een oud geboortekaartje en een bezoek aan zijn demente opa ontdekt Sven dat zijn vader een broer had die hij nooit heeft gekend. Zijn oma had eerst gezegd dat het een neefje was die met zijn ogen op Sven leek, maar nadat hij achter de naam Richard Feije kwam, legde zijn oma uit dat het de broer van zijn vader was die op 15-jarige leeftijd een ongeluk heeft gehad. Hij dook op een warme zomerdag een meer in, dat een halve meter diep was waardoor hij zijn nek brak. Omdat zijn oma uitlegde en vertelde dat zij en Svens vader dit zichzelf kwalijk nemen, heeft Sven op zijn beurt verteld dat zijn vader hem altijd in elkaar sloeg. Zo wist zijn oma alsnog hoe het wel gegaan was.
'Er zijn nou eenmaal regels en daar hebben we ons aan te houden!' zei een schooljuffrouw. Ze zaten midden in een gesprek over de feestcommissie, dat ze meer alcoholische drank tijdens het schoolfeest wilde schenken. Ook leraar Bob zit in de feestcommissie, vandaar dat Roosmarijn er niet meer in wil. Ze heeft als voorwendsel gezegd dat ze meer tijd aan haar schoolwerk wil besteden.
Roosmarijn wil ook niet meer naar de lessen van wiskundeleraar Bob, maar durft eerst niet te zeggen tegen de directeur waarom niet. In de klas komt Sven voor Roosmarijn op en noemt Bob een viezerik. Sven moet bij de directeur komen. Hij heeft zelf niets gezien van wangedrag van Bob, hij heeft het alleen maar gehoord en wil niet zeggen van wie. Daarom wordt hij geschorst. Ook zijn vrienden zijn boos op hem omdat ze nu de dupe zijn van dat hun leraar is beschuldigd. Omdat het allemaal verzonnen zou zijn.
Roosmarijn heeft gepraat met Astrid van Lanen, een meisje dat ook door Bob lastig werd gevallen. Omdat zij dezelfde problemen had zijn ze samen naar de directeur gegaan. Hierdoor werd Bob gearresteerd na een klein gesprekje met de directeur. Astrid heeft aan Roosmarijn verteld dat Sven voor haar is opgekomen. En toen bedacht Roosmarijn zich. Ze is naar Svens huis gegaan en voor de tweede keer kwam ze zijn broer tegen. Die eerder negatief over Sven heeft gepraat. Ze mocht Svens kamer bezoeken. Daar treft ze allemaal tekeningen aan, wat aangaf dat Sven mishandelt werd. Ze moest denken aan alles wat Sven tegen haar heeft verteld. Dat hij bijvoorbeeld niet op zijn verjaardag naar het zwembad kon komen, niet opendeed toen Roosmarijn met een taart langs kwam en zich ziek meldde op school. Nu moest ze iets doen voor Sven. Zo kwam het allemaal weer goed.
Sven loopt weg van huis en reist naar Amsterdam, waar hij in het Vondelpark op een bankje slaapt en ook een mes koopt. Hij gaat met het mes weer terug naar de schuur van zijn oma, waar zijn vader Wim werkt, en vertelt hem wat hij weet over zijn broer. Zijn vader blijkt hier een trauma aan over gehouden te hebben. Dat was de reden dat hij Sven mishandelde, omdat hij elke keer aan zijn broer (Richard) moest denken als hij naar Svens ogen keek. Zijn vader gaat in behandeling, en zo komt het weer goed tussen hen beiden.
Aan het einde kussen Sven en Roosmarijn elkaar.

## Rolverdeling
- Abbey Hoes als Roosmarijn
- Ko Zandvliet als Sven
- Juliet Daalder als Halima, de beste vriendin van Roosmarijn
- Roos Dickmann als Astrid van Lanen
- Tahira Kik als Mariska
- Hugo Maerten als directeur van de school
- Arnold Gelderman als Opa
- Leonoor Pauw als schooljuffrouw
- Lennart Timmerman als Lennart, de broer van Sven
- Sander de Heer als Wim, de vader van Sven
- Ariane Schluter als Anna, de moeder van Sven
- Olga Zuiderhoek als de oma van Sven
- Thijs Römer als wiskundeleraar Bob van der Steen
- Mingus Dagelet als Bart, de beste vriend van Sven
- Tim Holwerda als Klaas een vriend van Sven
- Nick Golterman als Nick, een vriend van Sven
- Hassan Slaby als Hakim, een vriend van Sven
- Bowy Goudkamp als Lotte, het vriendinnetje van Bart
- Dylan Haegens als klasgenoot van Sven

## Prijzen en nominaties
- Rembrandt Award 2012 – Beste Jeugdfilm